# Merona ibera
Merona ibera is een hydroïdpoliep uit de familie Oceaniidae. De poliep komt uit het geslacht Merona. Merona ibera werd in 1993 voor het eerst wetenschappelijk beschreven door Medel, García-Gómez & Bouillon. 